# Enrique Santos Discépolo
Enrique Santos Discépolo Deluchi (Buenos Aires, 27 marzo 1901 – Buenos Aires, 23 dicembre 1951) è stato un musicista, compositore e regista argentino.

## Biografia

### I primi anni
Celebre compositore di tanghi, nacque nel barrio porteño di Balvanera e morì nella stessa città per una síncope, a soli 50 anni.
Dopo la morte precoce dei suoi genitori, il fratello Armando, 14 anni più anziano, diventa il suo maestro e scopre la passione per il teatro. Con lui fa i suoi primi passi come attore nel 1917 e nel 1918 compone le sue prime opere: "El señor cura", "El hombre solo" e "Día feriado".
Nel 1923 recita nella commedia "Mateo", scritta dal fratello.
Fu probabilmente l'influenza del padre, Santo, che era un musicista napoletano di primo piano stabilitosi a Buenos Aires, ad indirizzare Enrique verso la composizione musicale così nel 1925 compone la musica del tango "Bizcochito" e le parole e la musica di "Que vachaché" che però furono inizialmente dei fiaschi.

### Maturità
Nel 1927 compone il tango "Esta noche me emborracho", reso popolare da Azucena Maizani: è un grande successo e molti la includono nel loro repertorio. Nello stesso anno l'attrice e cantante Tita Merello ripropone "Que vachaché" e lo porta ad avere lo stesso successo di "Esta noche me emborracho".
Più tardi, fra il 1928 e il 1929, compone "Chorra", "Malevaje", "Soy un arlequín" e "Yira-yira" oltre ad altri. Nel frattempo continua ad avere successo nei teatri di Montevideo e Buenos Aires.
Fra il 1931 e il 1934 scrive diverse opere musicali, fra le quali "Wunderbar" e "Tres esperanzas".
Nel 1935 viaggia in Europa e al suo ritorno è legato al mondo del cinema come attore, sceneggiatore e regista. Contemporaneamente scrive e compone i suoi tanghi più importanti: "Cambalache" (1935), "Desencanto" (1937), "Alma de bandoneón" (1935), "Uno" (musicato da Mariano Mores, 1943) e "Canción desesperada" (1944).
Nel 1947, dopo un viaggio in Messico e a Cuba, compone "Cafetín de Buenos Aires" (1948). Negli anni successivi continua a produrre pellicole, opere teatrali e tanghi, alcuni dei quali furono pubblicati solo dopo la sua morte.
Finalmente, il 13 aprile 1951 debutta come attore nel suo ultimo film "El hincha".
Il suo compromesso con il regime peronista, reso pubblico da una breve ma intensa partecipazione a un controverso programma radiofonico, fece sì che molti vecchi amici si allontanassero da lui.

## Filmografia

### Regista
- Cuatro corazones, co-diretto con Carlos Schlieper (1939)
- Caprichosa y millonaria (1940)
- Un señor mucamo (1940)
- En la luz de una estrella (1941)
- Fantasmas en Buenos Aires (1942)
- Cándida, la mujer del año (1943)

### Attore
- Yira, yira, regia di Eduardo Morera - cortometraggio (1930)
- Mateo, regia di Daniel Tinayre  (1937)
- Melodías porteñas, regia di Luis Moglia Barth (1937)
- Cuatro corazones, regia di Enrique Santos Discépolo e Carlos Schlieper  (1939)
- ...Y mañana serán hombres,[1] regia di Carlos F. Borcosque  (1939)
- Yo no elegí mi vida, regia di Antonio Momplet (1949)
- El hincha, regia di Manuel Romero  (1951)

## Composizioni musicali

### Musiche per film
- Yira, yira, regia di Eduardo Morera - cortometraggio (1930)
- El alma de bandoneón, regia di Mario Soffici (1935)
- Gianni Allegria (El pobre Pérez), regia di Luis César Amadori  (1937)
- Mateo, regia di Daniel Tinayre (1937)
- Melodías porteñas, regia di Luis Moglia Barth (1937)
- Nace un amor, regia di Luis Saslavsky  (1938)
- La vida es un tango, regia di Manuel Romero (1939)
- Caprichosa y millonaria, regia di Enrique Santos Discépolo (1940)
- En la luz de una estrella, regia di Enrique Santos Discépolo (1941)
- Corrientes, calle de ensueños, regia di Román Viñoly Barreto (1949)
- Pecadora, regia di Enrique Carreras, co-musicato con Mercedes Simone e Vlady (1955)

## Opere
- "Malevaje"
- "Que vachaché"
- "Yira, yira"
- "Que sapa señor"
- "Cambalache"
- "Sueño de juventud"
- "Justo el 31"
- "Chorra"
- "Soy un arlequín"
- "Quién más, quién menos"
- "Confesión"
- "Canción desesperada"
- "Cafetín de Buenos Aires"
- "Esta noche me emborracho"
- "Sin Palabras"
- "Tormenta"
- "Desencanto"
- "Alma de bandoneón"
- "Infamia"
- "Uno" (testo)
- "El choclo" (testo)
- "Bizcochito" (musica)